# Zakażenia górnych dróg oddechowych
Zakażenia górnych dróg oddechowych (ang. upper respiratory tract infections) – zakażenia dotyczące dróg oddechowych leżących powyżej fałdów głosowych.
Zalicza się do nich m.in. ostre zapalenie gardła (w tym paciorkowcowe) lub migdałków, ostre i przewlekłe zapalenie zatok, nieżyt nosa i przeziębienie. Ich główną przyczyną są zazwyczaj wirusy (z wyjątkiem infekcji paciorkowcowych). Stanowią jedne z najczęściej rozpoznawanych chorób u dzieci, zapadalność na zakażenia górnych dróg oddechowych i ostre zapalenie ucha środkowego u dzieci jest szacowana na ok. 400 na 1000 dzieci na rok. Straty ekonomiczne powodowane przez leczenie zakażeń górnych i dolnych dróg oddechowych w Stanach Zjednoczonych są oceniane na ok. 15 miliardów dolarów.